# 全民媒體
《全民媒體》（英語：Hong Kong Citizens' Media）是香港一個網上媒體，於2014年7月成立，其網站表示它的「使命為專注內容變現，願景是讓每個內容創造者都得到應有回報」。
全民媒體的網站在2018年初已停止運作。其官方推特帳戶最後一則發佈之貼文日期為2019年1月17日，惟未有發表結業通知。

## 來源
《主場新聞》宣布停運後，前《香港蘋果日報》社群資訊網行政總裁李兆富把原本10月底啟動的計劃撥早，表明是因為填補《主場》離開後的空隙。

## 內容
網站設有新聞部份，包括財經、地產、時事討論、體育等內容。此外還有瘋傳、Blog擊總會及微小說等欄目。另外，《全民媒體》有文章精選各大報章的財經版頭條，但同時會加上簡短的分析，與以前《主場新聞》每日輯錄各大報章頭條的做法相近。

## 外部連結
- 官方網站（页面存档备份，存于）